# Otto Hölder
Otto Ludwig Hölder (Estugarda, 22 de dezembro de 1859 — Leipzig, 29 de agosto de 1937) foi um matemático alemão.
Em 1877 entrou na Universidade de Berlim, com um doutorado em 1882 na Universidade de Tübingen, com a tese Beiträge zur Potentialtheorie (Contribuições para a teoria do potencial), orientado por Paul du Bois-Reymond. Foi professor na Universidade de Leipzig, de 1899 até a sua aposentadoria.

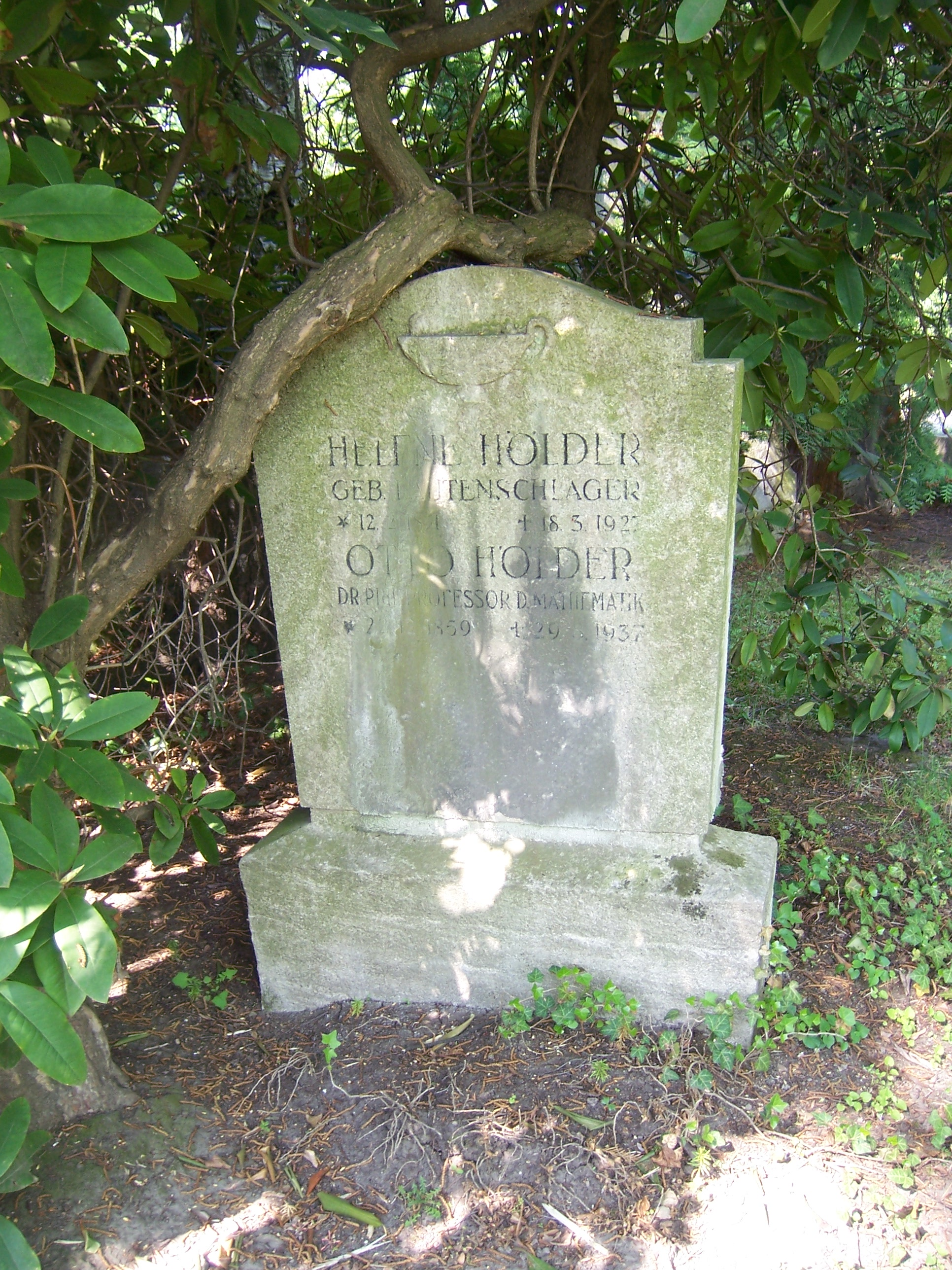
Sepultura de Otto Hölder no Südfriedhof em Leipzig

Otto é conhecido por:
- Desigualdade de Hölder
- Teorema de Jordan-Hölder
- Espaços de Hölder